# Нір Давідовіч
Нір Давідовіч (івр. ניר דוידוביץ', нар. 17 грудня 1976, Хайфа, Ізраїль) — ізраїльський футболіст, в минулому воротар клубу Маккабі (Хайфа) та збірної Ізраїлю.